# Politechnika Mediolańska
Politechnika Mediolańska (wł. Politecnico di Milano) – włoska publiczna uczelnia wyższa w Mediolanie.

## Historia
Założycielem uczelni był Francesco Brioschi (1824-1897), matematyk, inżynier i polityk. 29 listopada 1863 powołał, jako sekretarz generalny Ministerstwa Edukacji, Wyższy Instytut Techniczny (Instituto Tecnico Superiore), który był pierwszą uczelnią techniczna we Włoszech. Brioschi został jego dyrektorem, równocześnie pełniąc funkcję rektora Uniwersytetu w Pawii. 
Na początku uczelnia oferowała trzyletnie studia inżynierii lądowej i inżynierii przemysłowej. W 1865 roku, z inicjatywy Camillo Boito, utworzono, we współpracy z Accademia di Belle Arti di Brera, Szkołę Architektury. W pierwszym roku funkcjonowania uczelni, studia podjęło na niej ok. 30 studentów. Pierwszą kobietą, która zapisała się na studia była Tatiana Wedenison w 1888 roku. Pierwszą kobietą, która ukończyła studia w dziedzinie inżynierii lądowej była Gaetanina Calvi (1913).
W 1937 roku uczelnia zyskała status uniwersytetu i została przemianowana na Królewską Politechnikę Mediolańską (Regio Politecnico di Milano). Z przymiotnika "Królewska" zrezygnowano po ustanowieniu Republiki po II wojnie światowej. 

## Struktura organizacyjna
W skład uczelni wchodzą następujące jednostki organizacyjne:
- Szkoła Architektury, Urbanistyki i Inżynierii Budowlanej
- Szkoła Inżynierii Lądowej, Środowiskowej i Zarządzania Przestrzennego
- Szkoła Wzornictwa
- Szkoła Inżynierii Przemysłowej i Informacyjnej